# Ainhoa Murua Ugarte
Ainhoa Murua Ugarte (Legazpia, 12 de mayo de 1979-Vitoria, 21 de marzo de 2012) fue una investigadora en bioquímica. Se licenció en Biología y Bioquímica en la Universidad de Navarra.
Sus primeros pasos en investigación los dio en el departamento de Zoología y Biología de la Universidad de Navarra. Posteriormente trabajó en el Centro de Investigación Biomédica en Red, Bioingeniería, Biomateriales y Nanomedicina (CIBER-BBN), y en el grupo NanoBioCel de la Facultad de Farmacia de la UPV/EHU en Vitoria donde estudió la microencapsulación de células vivas, proceso que se utiliza en el tratamiento de algunas enfermedades rodeando ciertas células con biomateriales.

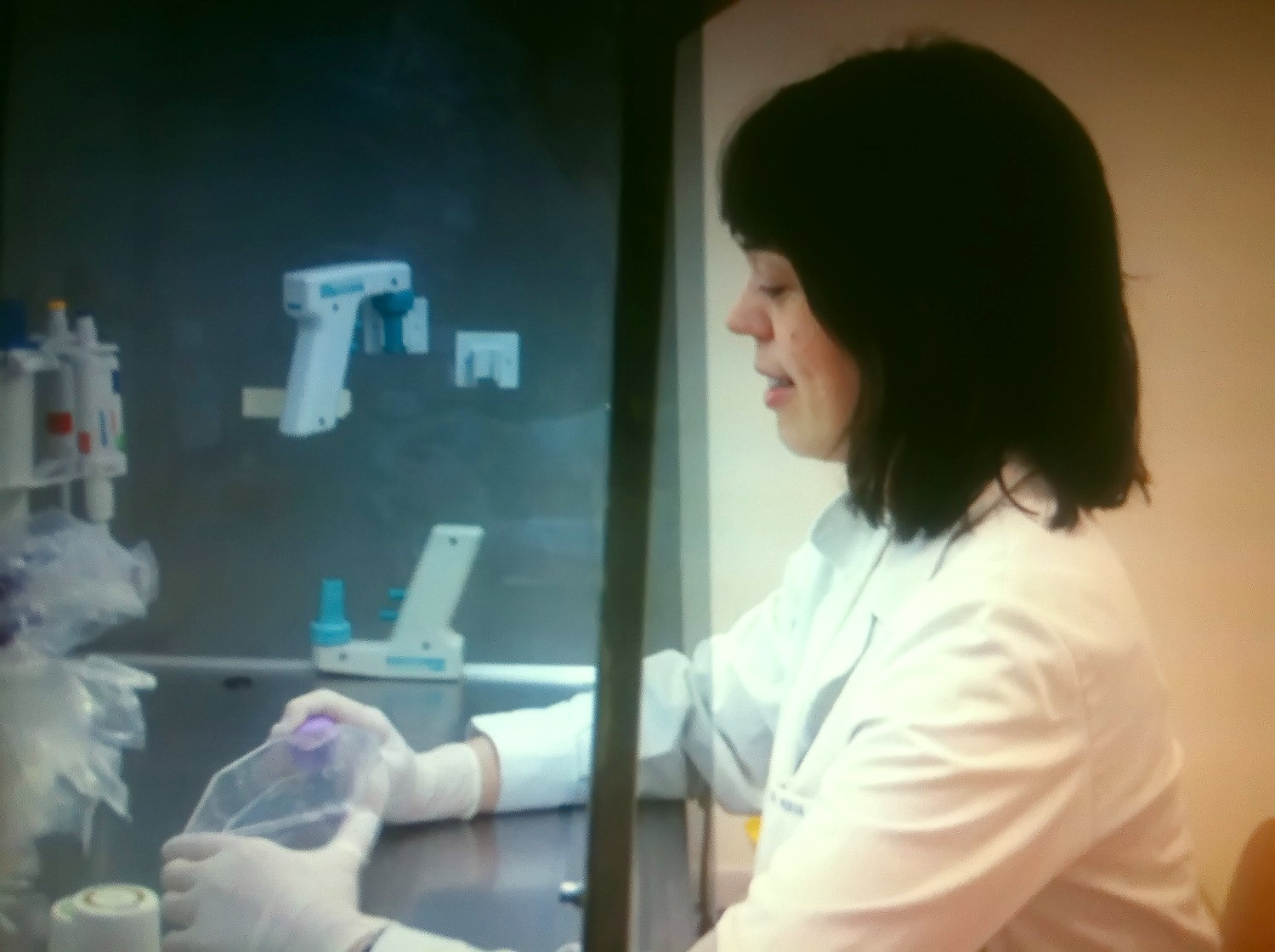
Ainhoa Murua. En 2011 durante una sesión en el Laboratorio.

El título de su tesis fue: "Mejoras en el trasplante de células microencapsuladas para tratamiento más eficaz contra enfermedades crónicas como Alzheimer o Parkinson".
En 2010 la Asociación Española de Farmacia le concedió el IX Premio ASEDEF en la categoría de Innovación al grupo de Ainhoa Murua.
En 2011 le otorgaron el Premio SPLC-CRS a la mejor Tesis Doctoral, IX Spanish-Portuguese Conference on Controlled Drug Delivery. Tema relacionado con la liberación controlada de fármacos. Premio extraordinario de doctorado 2013 por la Universidad del País Vasco-UPV/EHU en Área de Farmacia y Tecnología Farmacéuti
Publicó 14 artículos de gran impacto y uno de ellos en 2009 fue portada de la revista Journal of Controlled Release: (en inglés) “Xenogeneic transplantation of erythropoietin-secreting cells immobilized in microcapsules using transient immunosuppression”. Falleció por cáncer.